# 胡利奥·米勒
胡利奥·米勒（西班牙語：Julio Mueller，1905年2月28日—1984年3月28日），生于奇瓦瓦市，墨西哥男子马球运动员。他曾代表墨西哥参加1936年夏季奥林匹克运动会马球比赛，获得一枚铜牌。